# Too Much (série télévisée)
Pour les articles homonymes, voir Too Much.
Too Much est une série télévisée américaine créée par Lena Dunham et Luis Felber (en), diffusée le 10 juillet 2025 sur le service Netflix.

## Distribution

### Acteurs principaux
- Megan Stalter (en) (VF : Youna Noiret) : Jessica
- Will Sharpe (VF : Adrien Larmande) : Felix

### Acteurs secondaires
- Michael Zegen (VF : Stéphane Marais) : Zev
- Prasanna Puwanarajah (en) (VF : Eilias Changuel) : Auggie
- Rita Wilson (VF : Laurence Charpentier) : Lois Salmon
- Dean-Charles Chapman (VF : Benjamin Bollen) : Gaz
- Daisy Bevan (en) (VF : Pascale Mompez) : Josie
- Rhea Perlman (VF : Marie-Martine) : Dottie
- Emily Ratajkowski (VF : Zina Khakhoulia) : Wendy Jones
- Richard E. Grant : Jonno Ratigan
- Janicza Bravo (VF : Fily Keita) : Kim Keith
- Lena Dunham (VF : Olivia Luccioni) : Nora South
- Olivier Nirenberg (VF : Jessy Dubuis) : Dash South
- Andrew Rannells (VF : Damien Ferrette) : James South
- Leo Reich (en) (VF : Rémi Caillebot) : Boss Gibbons
- Naomi Watts (VF : Hélène Bizot) : Ann Ratigan
- Adèle Exarchopoulos (VF : Vanessa Van Geneugden) : Polly
- Adwoa Aboah : Linnea

### Invités
- Jessica Alba (VF : Barbara Delsol) : elle-même
- Kit Harington (VF : Benjamin Penamaria) : le père de Jessica
- Andrew Scott (VF : Cédric Dumond) : Jim Wenlich Rice
- Stephen Fry : Simon Remen
- Kaori Momoi (VF : Anne Massoteau) : Aiko Remen
- Rita Ora (VF : Marie Tirmont) : elle-même
- Jennifer Saunders : Fiona
- Alix Earle (en) : elle-même
- Jake Shane (en) : lui-même
- Owen Thiele (en) : lui-même

 Source et légende : version française (VF) sur RS Doublage